# Randy Pausch
Randolph Frederick "Randy" Pausch, född 23 oktober 1960 i Baltimore, Maryland, död 25 juli 2008 i Chesapeake, Virginia, var en amerikansk professor i datavetenskap, vid Carnegie Mellon University (CMU) i Pittsburgh, Pennsylvania, och författare som blev känd världen över för sin sista föreläsning den 18 september 2007 vid CMU " . Föreläsningen handlar om professor Pauschs barndomsdrömmar och hur han förverkligade dem samtidigt som han förverkligade andras barndomsdrömmar. Föreläsningen finns att se som video bl.a. på CMU:s hemsida. En bok skriven av professor Pausch och Jeffery Zaslow, Den sista föreläsningen, är delvis baserad på denna föreläsning. 
Pausch avled till följd av bukspottskörtelcancer som han diagnostiserades med i augusti 2006.